# Les Septvallons
Les Septvallons ist eine französische Gemeinde mit 1.234 Einwohnern (Stand: 1. Januar 2022) im Département Aisne in der Region Hauts-de-France. Sie gehört zum Kanton Fère-en-Tardenois im Arrondissement Soissons. Sie entstand als Commune nouvelle mit Wirkung vom 1. Januar 2016, indem die bisherigen Gemeinden Glennes, Longueval-Barbonval, Merval, Perles, Révillon, Vauxcéré und Villers-en-Prayères zusammengelegt wurden und seither alle über den Status einer Commune déléguée verfügen.

## Geographie
Die Gemeinde Les Septvallons liegt an der Aisne, 27 Kilometer südlich von Laon. Nachbargemeinden von Les Septvallons sind Œuilly im Norden, Maizy im Nordosten, Blanzy-lès-Fismes, Serval und Muscourt im Osten, Baslieux-lès-Fismes und Romain im Südosten, Fismes im Süden, Bazoches-et-Saint-Thibaut und Paars im Südwesten, Dhuizel im Westen sowie Bourg-et-Comin und Viel-Arcy im Nordwesten.

## Bevölkerungsentwicklung
| Jahr                                                                  | 1962 | 1968 | 1975 | 1982 | 1990 | 1999 | 2022 |
| --------------------------------------------------------------------- | ---- | ---- | ---- | ---- | ---- | ---- | ---- |
| Einwohner                                                             | 915  | 898  | 841  | 868  | 856  | 929  | 1234 |
| Quellen: Cassini und INSEE (bis 1999 Addition der Vorgängergemeinden) |      |      |      |      |      |      |      |

## Sehenswürdigkeiten

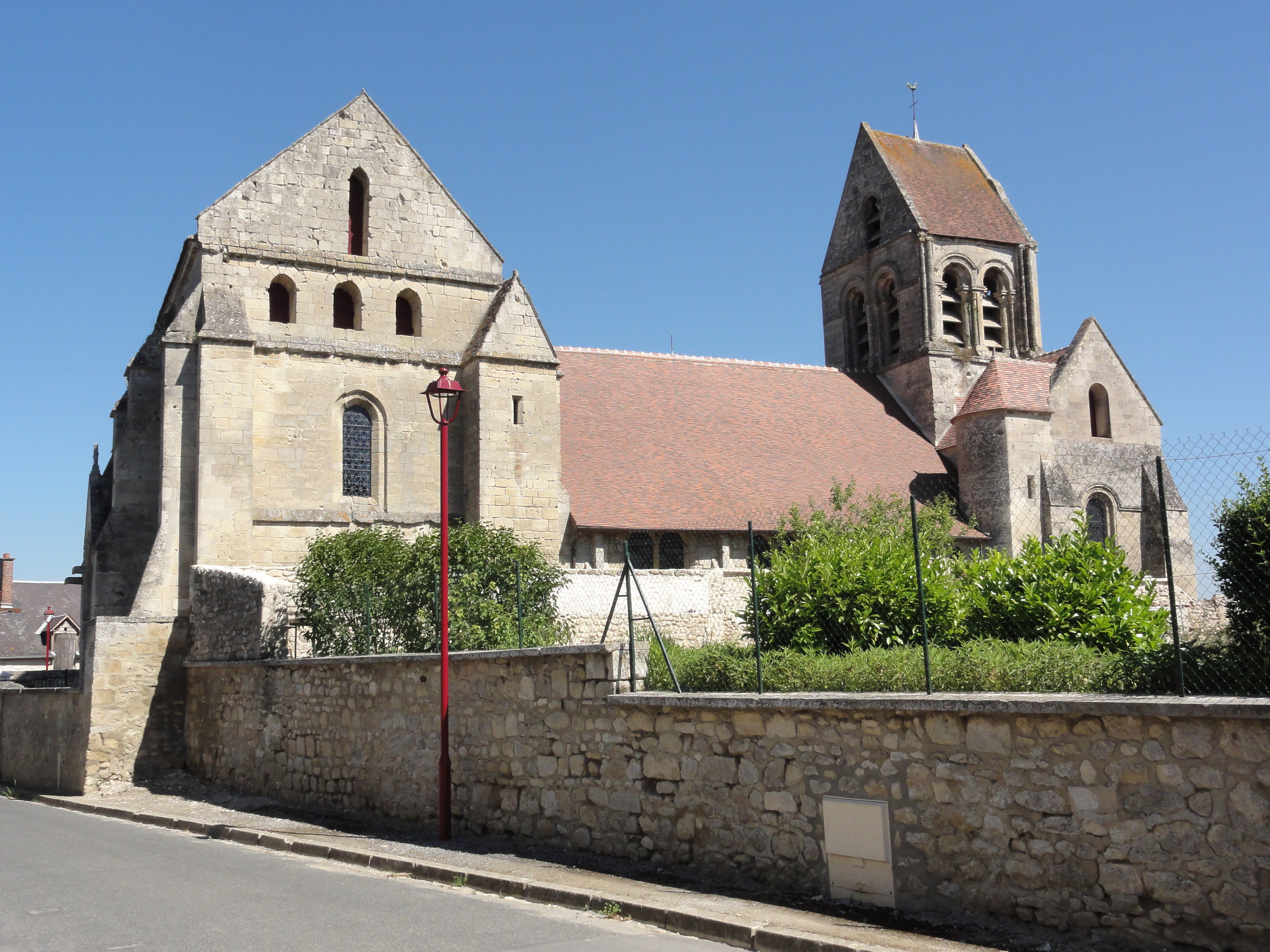
Kirche Saint-Georges in Glennes
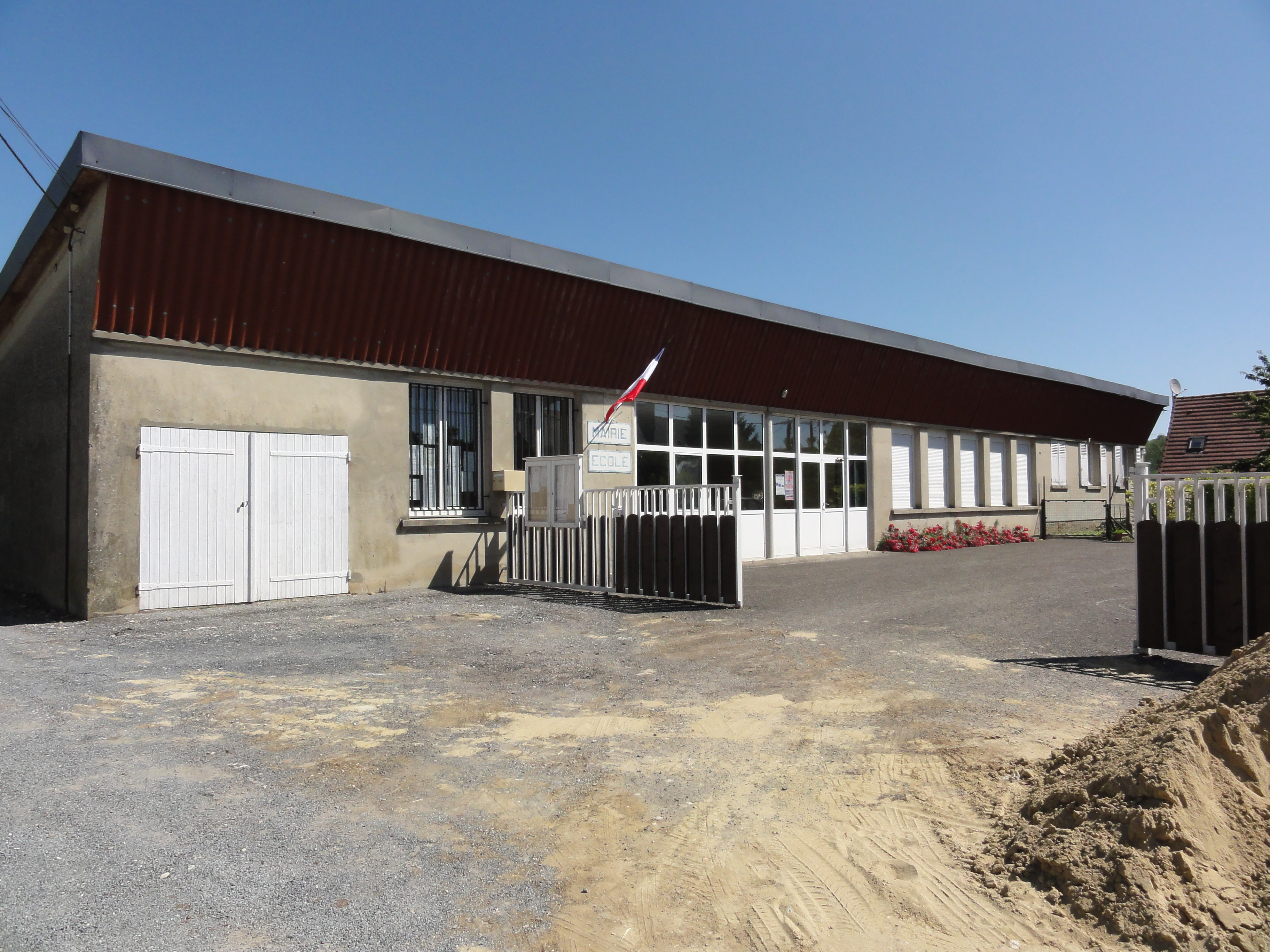
Ehemaliges Rathaus- und Schulgebäude in Glennes
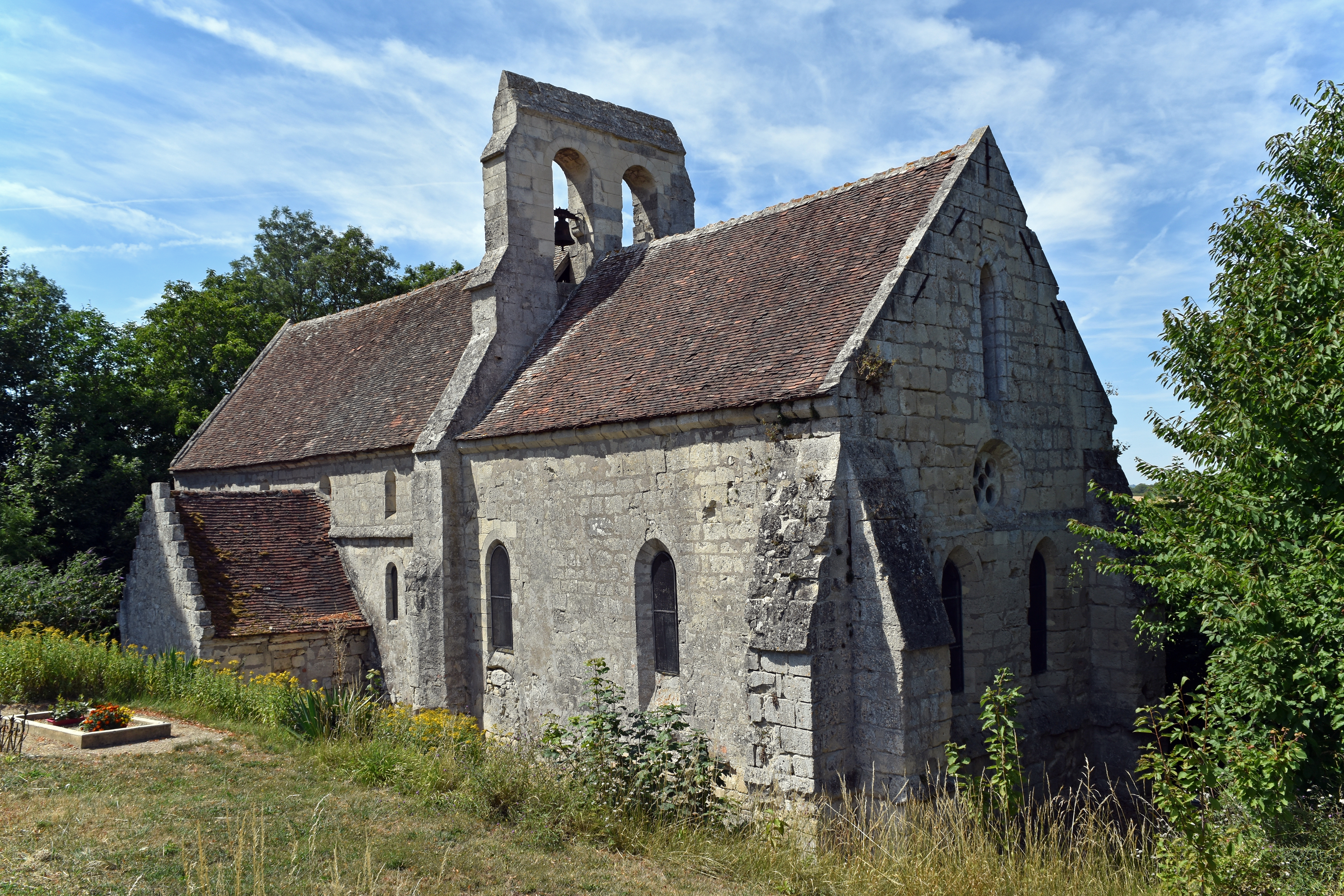
Die Kirche Saint-Pierre in Barbonval
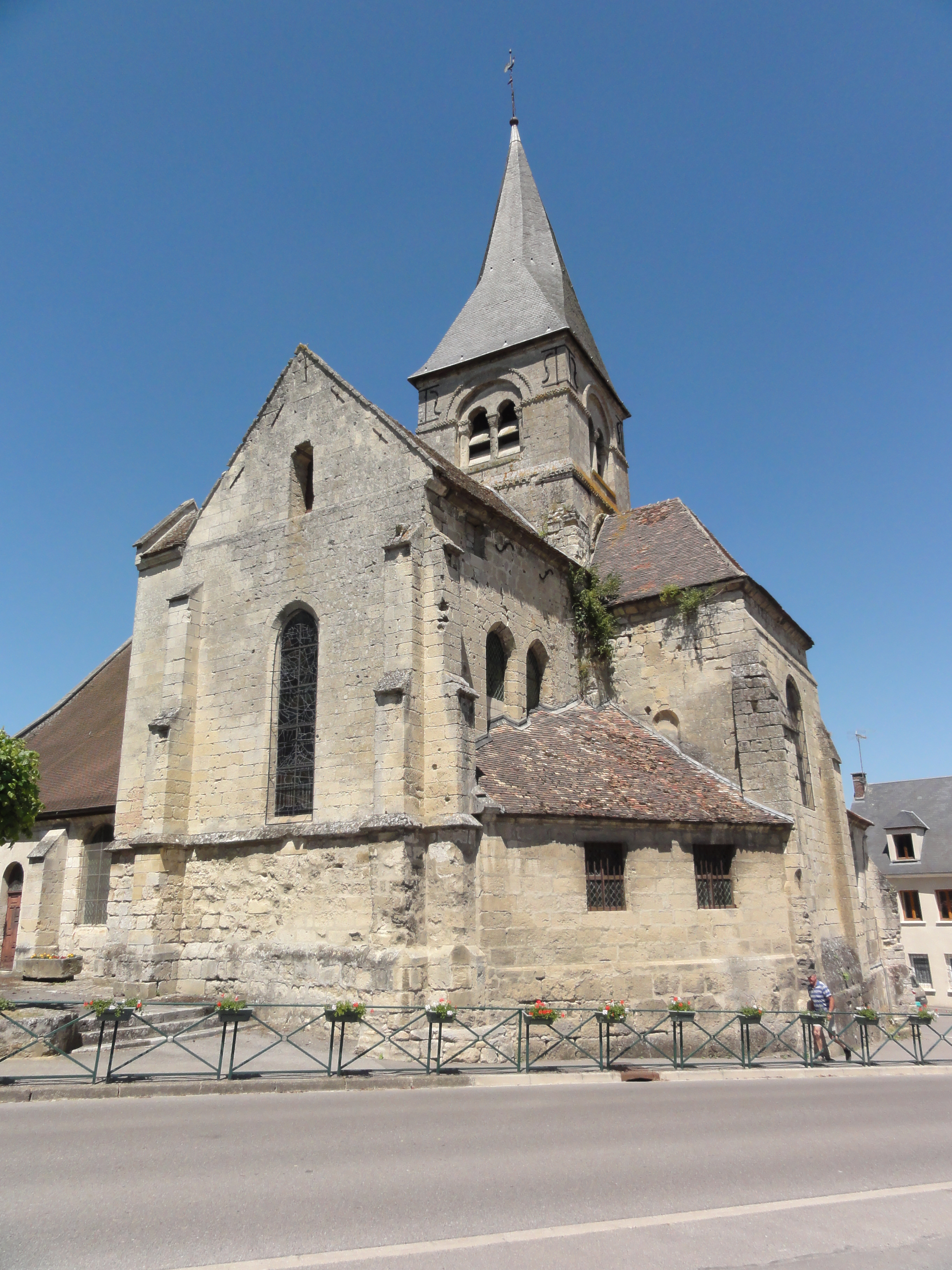
Kirche Sainte-Macre in Longueval
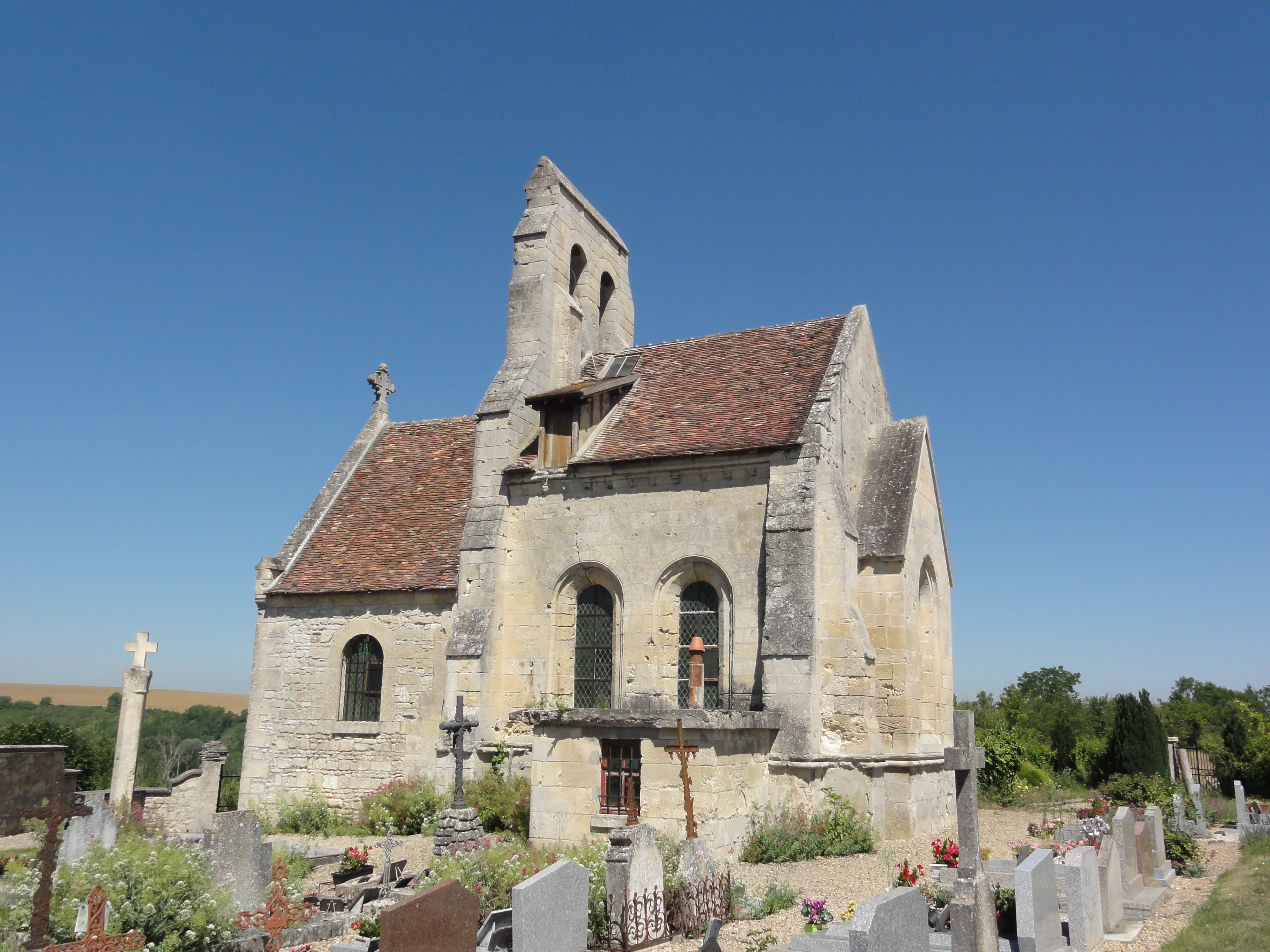
Die Kirche Saint-Martin in Merval
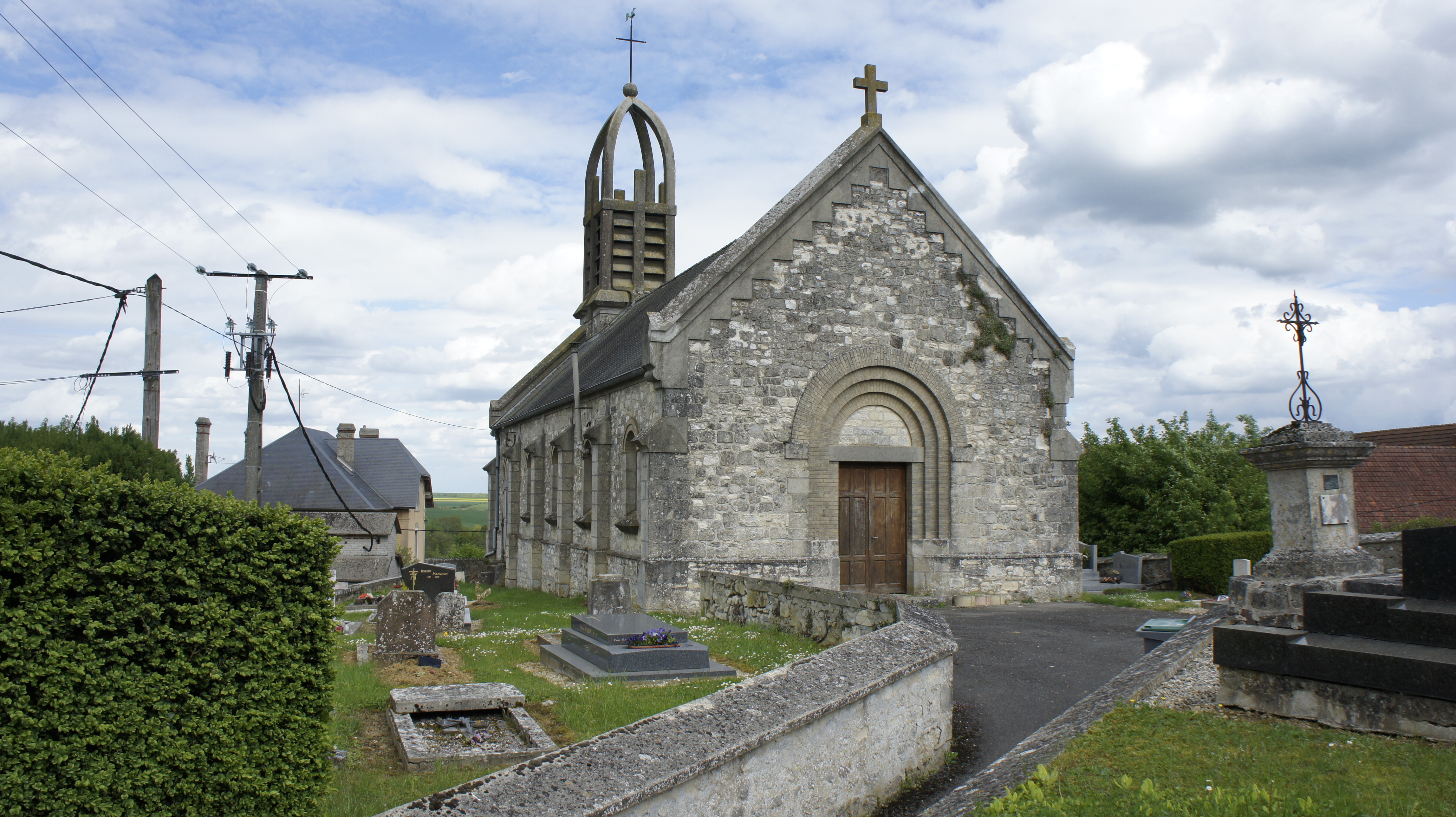
Kirche Sainte-Marie-et-de-l'Assomption in Perles
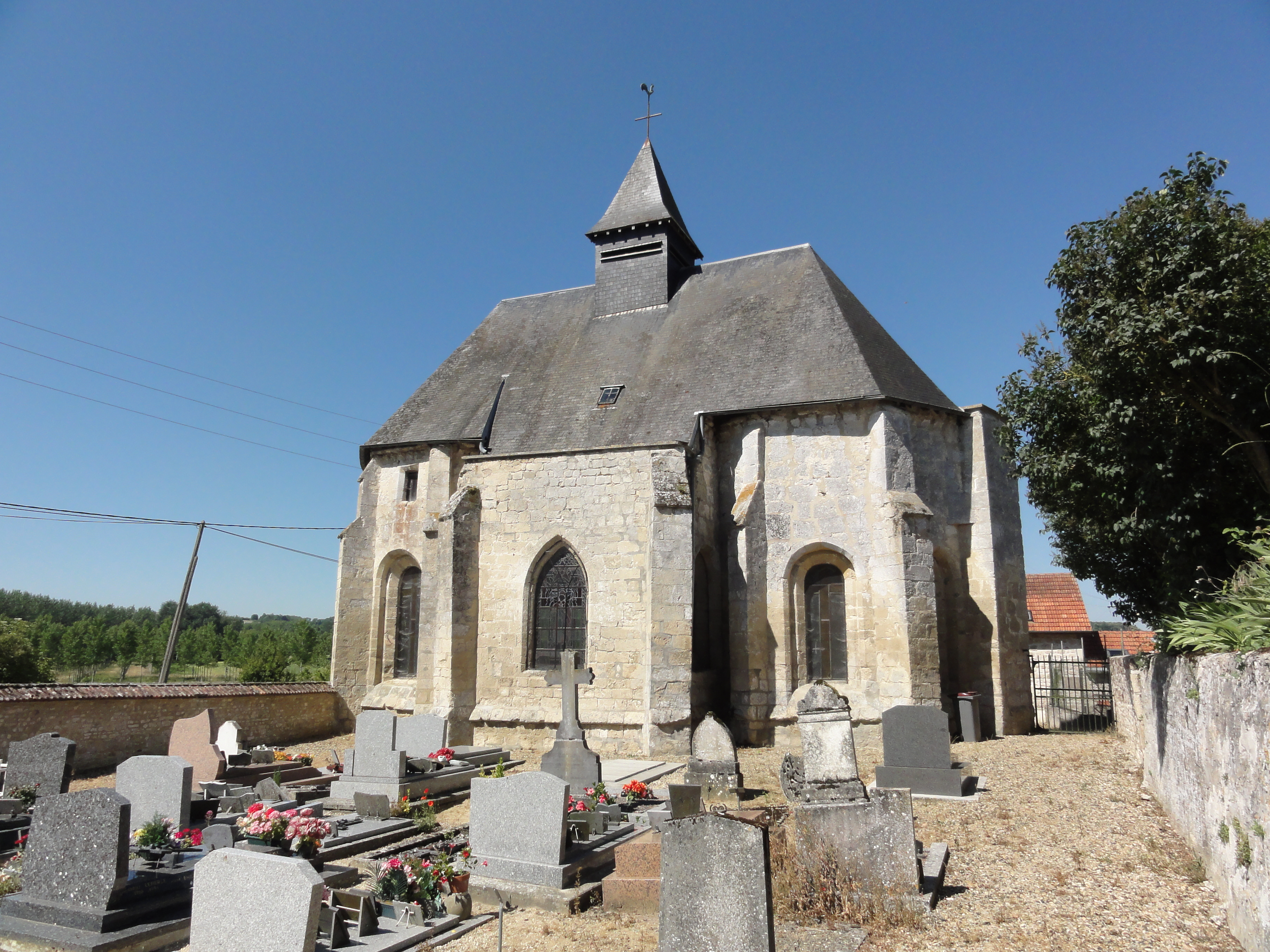
Die Kirche Saint-Hilaire in Révillon